# Hrochotská Bukovina
Hrochotská Bukovina je chráněný areál v oblasti Poľana na Slovensku.
Nachází se v katastrálním území obce Hrochoť v okrese Banská Bystrica v Banskobystrickém kraji. Území bylo vyhlášeno či novelizováno v roce 2000 na rozloze 0,2396 ha. Ochranné pásmo nebylo stanoveno.